# Ringer-Weltmeisterschaften 1971
Die Ringer-Weltmeisterschaften 1971 fanden vom 27. August bis zum 5. September 1971 in Sofia statt. Es wurde sowohl im griechisch-römischen als auch im freien Stil gerungen. Die Ringer wurden in jeweils zehn Gewichtsklassen unterteilt.

## Griechisch-römisch
Die Wettkämpfe im griechisch-römischen Stil fanden vom 2. bis zum 5. September 1971 statt. 

### Medaillengewinner
| Klasse  | Gold              | Silber              | Bronze               |
| ------- | ----------------- | ------------------- | -------------------- |
| -48 kg  | Wladimir Subkow   | Hızır Sarı          | Stefan Angelow       |
| -52 kg  | Petar Kirow       | Gheorghe Stoiciu    | József Doncsecz      |
| -57 kg  | Rustem Kasakow    | Christo Traikow     | János Varga          |
| -62 kg  | Georgi Markow     | Kazimierz Lipień    | Hideo Fujimoto       |
| -68 kg  | Sreten Damjanović | Klaus-Peter Göpfert | Tanoue Takashi       |
| -74 kg  | Wiktor Igumenow   | Momir Kecman        | Petros Galaktopoulos |
| -82 kg  | Csaba Hegedűs     | Anatoli Nasarenko   | Kiril Dimitrow       |
| -90 kg  | Waleri Resanzew   | Nikolow Iwanow      | Lothar Metz          |
| -100 kg | Per Svensson      | Nicolae Martinescu  | Marin Kolew          |
| +100 kg | Alexandar Tomow   | Anatoli Roschtschin | Petr Kment           |

### Medaillenspiegel
| Rang | Land                            | Gold | Silber | Bronze |
| ---- | ------------------------------- | ---- | ------ | ------ |
| 1    | Sowjetunion                     | 4    | 2      | 0      |
| 2    | Bulgarien                       | 3    | 2      | 3      |
| 3    | Jugoslawien                     | 1    | 1      | 0      |
| 4    | Ungarn                          | 1    | 0      | 2      |
| 5    | Schweden                        | 1    | 0      | 0      |
| 6    | Rumänien                        | 0    | 2      | 0      |
| 7    | Deutsche Demokratische Republik | 0    | 1      | 1      |
| 8    | Polen                           | 0    | 1      | 0      |
|      | Türkei                          | 0    | 1      | 0      |
| 10   | Japan                           | 0    | 0      | 2      |
| 11   | Griechenland                    | 0    | 0      | 1      |
|      | Tschechoslowakei                | 0    | 0      | 1      |

## Freistil
Die Wettkämpfe im Freistil fanden vom 27. bis zum 30. August 1971 statt.

### Medaillengewinner
| Klasse  | Gold               | Silber                  | Bronze               |
| ------- | ------------------ | ----------------------- | -------------------- |
| -48 kg  | Ibrahim Javadi     | Jemran Bazarragcha      | Ognjan Nikolow       |
| -52 kg  | Mohammad Ghorbani  | Baju Baew               | Aminula Nasrulajew   |
| -57 kg  | Hideaki Yanagida   | Donald Behm             | Migid Choilogdorj    |
| -62 kg  | Sagalaw Abdulbekow | Shamseddin Seyed Abbasi | Kiyoshi Abe          |
| -68 kg  | Dan Gable          | Wassili Kasakow         | Ismail Jusseinow     |
| -74 kg  | Juri Gussow        | Mohammad Farhangdoust   | Ludovic Ambrus       |
| -82 kg  | Lewan Tediaschwili | Horst Stottmeister      | Vasile Iorga         |
| -90 kg  | Russi Petrow       | Pawel Kurczewski        | Russell Hellickson   |
| -100 kg | Schota Lomidse     | Chorloogiin Bajanmönch  | Wassil Todorow       |
| +100 kg | Alexander Medwed   | Osman Duraliew          | Stanisław Makowiecki |

### Medaillenspiegel
| Rang | Land                            | Gold | Silber | Bronze |
| ---- | ------------------------------- | ---- | ------ | ------ |
| 1    | Sowjetunion                     | 5    | 1      | 1      |
| 2    | Iran                            | 2    | 2      | 0      |
| 3    | Bulgarien                       | 1    | 2      | 3      |
| 4    | Vereinigte Staaten              | 1    | 1      | 1      |
| 5    | Japan                           | 1    | 0      | 1      |
| 6    | Mongolei                        | 0    | 2      | 1      |
| 7    | Polen                           | 0    | 1      | 1      |
| 8    | Deutsche Demokratische Republik | 0    | 1      | 0      |
| 9    | Rumänien                        | 0    | 0      | 2      |